# Saint-Pierre-Capelle (Flandre-Occidentale)
Pour les articles homonymes, voir Sint-Pieters-Kapelle.
Saint-Pierre-Capelle, en néerlandais Sint-Pieters-Kapelle est une section de la commune belge de Middelkerke située en Région flamande dans la province de Flandre-Occidentale. C'était une commune à part entière avant la fusion des communes de 1971.

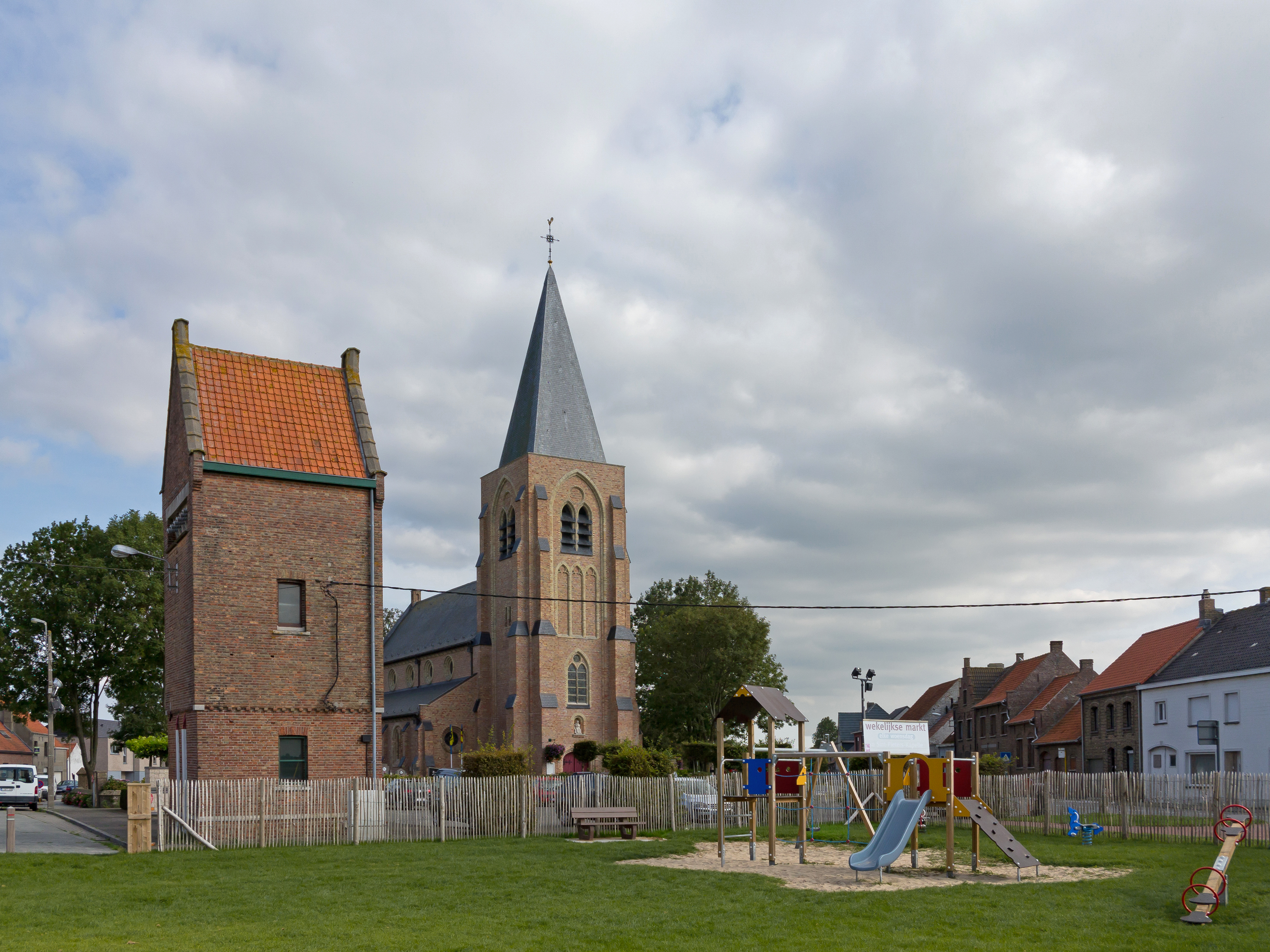
L'église: Sint-Pieterskerk

## Démographie

### Évolution démographique
- Sources : INS, Rem. : 1831 jusqu'en 1961 = recensements[2].